# Evelyne Hall
Evelyne Ruth Hall (ur. 10 września 1909 w Minneapolis, zm. 20 kwietnia 1993 w Oceanside w Kalifornii) – amerykańska lekkoatletka, płotkarka, wicemistrzyni olimpijska z 1932.
Na igrzyskach olimpijskich w 1932 w Los Angeles zdobyła srebrny medal w biegu na 80 metrów przez płotki, uzyskując ten sam czas, co zwyciężczyni, jej rodaczka Babe Didrikson, 11,7 s, co było nowym rekordem świata.
Była mistrzynią Stanów Zjednoczonych (AAU) w biegu na 80 metrów przez płotki w 1930, a także w hali w biegu na 50 jardów przez płotki w 1931 i w biegu na 50 metrów przez płotki w 1933 i 1935.